# Албайда
Албайда, Альбайда (валенс. Albaida, ісп. Albaida) — муніципалітет в Іспанії, у складі автономної спільноти Валенсія, у провінції Валенсія. Населення — 6335 осіб (2010).

## Географія
Муніципалітет розташований на відстані близько 320 км на південний схід від Мадрида, 70 км на південь від Валенсії.

## Демографія
Динаміка населення (INE ):

## Галерея зображень

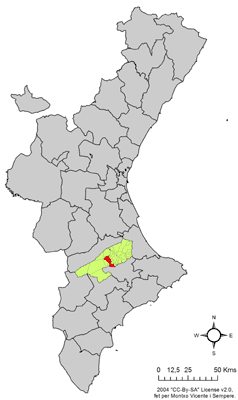
Розташування муніципалітету Албайда у автономній спільноті Валенсія
Розташування муніципалітету Албайда у комарці Вальє-де-Альбайда